# Олівер Мак-Дональд
Джозеф Олівер Мак-Дональд (англ. Joseph Oliver MacDonald; нар. 20 лютого 1904 — пом. 14 квітня 1973) — американський легкоатлет, який спеціалізувався в бігу на короткі дистанції.

## Із життєпису
Олімпійський чемпіон в естафеті 4×400 метрів (1924).
Ексрекордсмен світу в естафеті 4×400 метрів.
Чемпіон США в естафетах 4×110 та 4×220 ярдів (1925).
Випускник Пенсильванського університету (1927).
По закінченні спортивної кар'єри вів власну стоматологічну практику (1927—1959), пізніше — мав власний брокерський бізнес у сфері купівлі-продажу нерухомості.

## Основні міжнародні виступи
| Рік  | Змагання         | Місто | Місце | Дисципліна |
| ---- | ---------------- | ----- | ----- | ---------- |
| 1924 | Олімпійські ігри | Париж | 1     | 4×400 м    |